# Aleksey Aksyonov
Pour les articles homonymes, voir Aksyonov.
Aleksey Aksyonov (en russe : Алексей Александрович Аксёнов, en français : Alekseï Aksionov ; né le 10 décembre 1987) est un athlète russe, spécialiste du 400 mètres.

## Biographie
Ayant réalisé un temps de 46 s 76 lors du Mémorial Znamensky à Joukovski le 26 juin 2010, il est sélectionné pour faire partie du relais 4 × 400 m russe lors des Championnats d'Europe d'athlétisme 2010 à Barcelone. Il devient champion d'Europe avec ses coéquipiers Maksim Dyldin, Pavel Trenikhin et Vladimir Krasnov, en 3 min 2 s 14.

### Palmarès
| Date | Compétition           | Lieu      | Résultat | Épreuve   | Performance   |
| ---- | --------------------- | --------- | -------- | --------- | ------------- |
| 2010 | Championnats d'Europe | Barcelone | 1er      | 4 × 400 m | 3 min 02 s 14 |